# Leptostomias analis
Leptostomias analis es una especie de pez de la familia Stomiidae en el orden de los Stomiiformes.

## Hábitat
Es un pez de mar y de aguas  tropicales.

## Distribución geográfica
Se encuentra en el Mar Caribe: Saint Croix (Islas Vírgenes).